# Kronobergshäktet

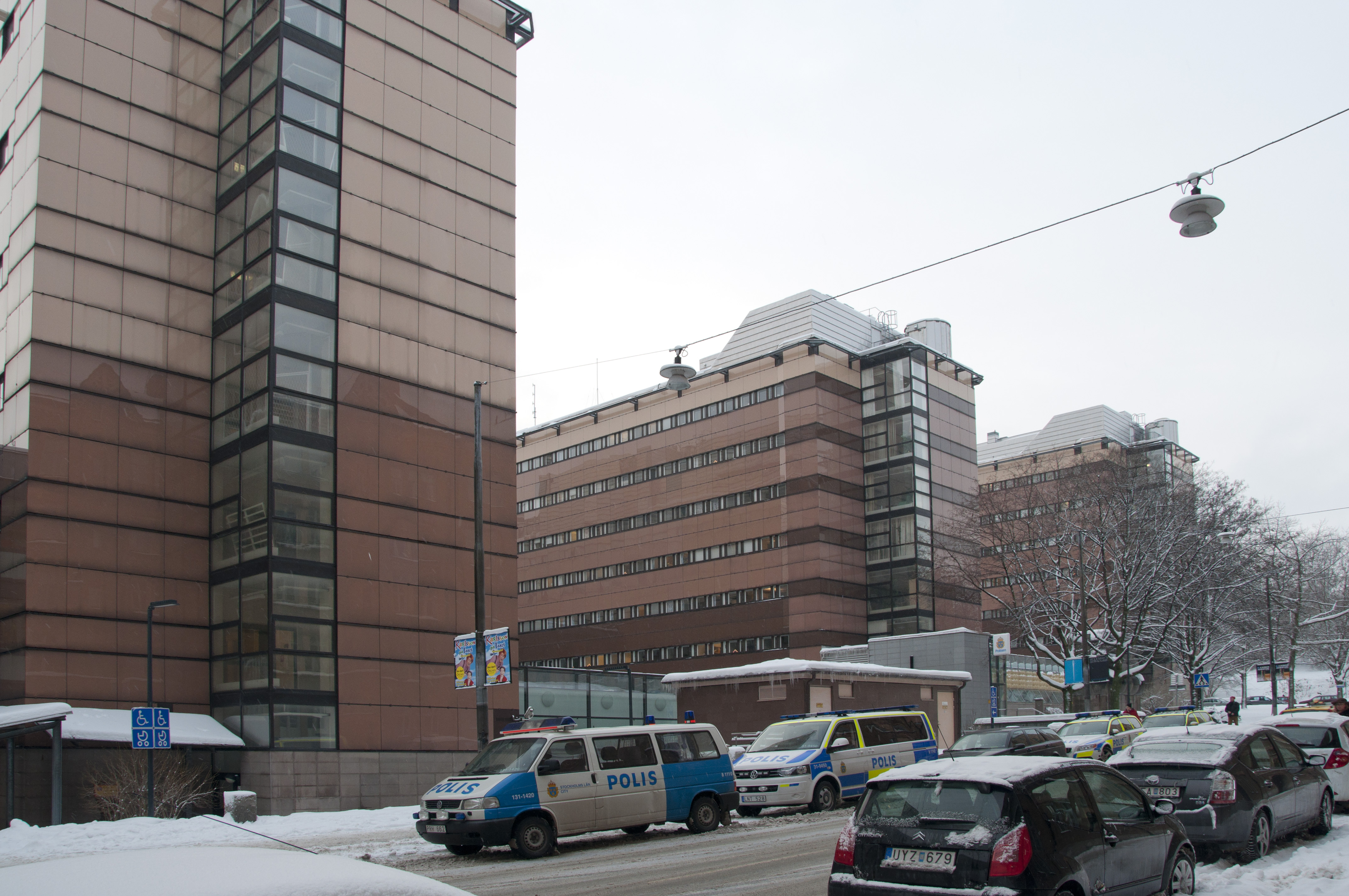
Kronobergshäktet, 2011

Häktet Kronoberg är ett häkte beläget på Bergsgatan 52 i kvarteret Kronoberg på Kungsholmen i Stockholms innerstad. Häktet ligger i Polishuset sedan maj 1975 och drivs av Kriminalvården.
Häktet har totalt 372 platser, där upp till 81 intagna är dubbelbelagda. Platserna inkluderar också 32 platser för Norrmalsarresten som Kriminalvården bedriver åt Polisen. Häktet skriver årligen in mellan 3000–4000 personer. Kategorierna är bland annat gripna, anhållna, häktade, verkställbara och LOB (lagen om omhändertagande av berusade).